# Chickenfoot III
Chickenfoot III är den amerikanska rockgruppen Chickenfoots andra album, släppt den 17 april 2010. 

## Låtlista
1. Last Temptation
2. Alright Alright
3. Different Devil
4. Up Next
5. Lighten Up
6. Come Closer
7. Three And A Half Letter
8. Big Foot
9. Dubai Blues
10. Something Going Wrong
11. Oh Yeah - Live In Phoenix (bonusspår)